# フランソワ＝グザヴィエ・ロト
フランソワ＝グザヴィエ・ロト（仏: François-Xavier Roth, 1971年11月6日 - ）は、フランスの指揮者。

## 人物・来歴
1971年、パリ生まれ。パリ音楽院でアラン・マリオンにフルート、ヤーノシュ・フュルストに指揮法を学んだ。
2000年にドナテッラ・フリック国際指揮者コンクールで優勝し、ロンドン交響楽団に2002年まで補助指揮者として在籍して指揮者としての経験を積んだ。またジョン・エリオット・ガーディナーの助手も務めた。
2003年よりレ・シエクルを結成し同楽団の指揮者として活動している。同楽団は、17世紀頃から現代作品までの幅広い作品をレパートリーとしており、演奏会の中で作品の作成年代に合わせてピリオド楽器とモダン楽器を持ち換えて演奏しており、来日公演も行っている。
2011年から2016年までバーデン＝バーデン・フライブルクSWR交響楽団の首席指揮者を務め、2015年よりケルン市の音楽総監督 (GMD)とケルン・ギュルツェニヒ管弦楽団の音楽監督を務めている。
2017年からはロンドン交響楽団の首席客演指揮者も務めている。
2020/21年のシーズンでは音楽監督を務めるケルン・ギュルツェニヒ管弦楽団の他、ベルリン・フィルハーモニー管弦楽団、ロイヤル・コンセルトヘボウ管弦楽団、バイエルン放送交響楽団、ロンドン交響楽団、シュターツカペレ・ベルリンなどで客演予定である。
これまでにベルリン・フィルハーモニー管弦楽団、ウィーン・フィルハーモニー管弦楽団、バイエルン放送交響楽団、バイエルン国立管弦楽団、バンベルク交響楽団など世界の主要なオーケストラで客演している。
日本においてもNHK交響楽団や東京都交響楽団に客演している。

2024年5月、フランスの風刺新聞「 カナール・アンシェネ」によるセクハラ報道を受け、直近に予定されていた「 レ・シエクル」のコンサートの指揮者を降板。これに伴い、同年11月に予定されていた来日公演も中止となった。

## 家族・親族
父はオルガン奏者のダニエル・ロト。